# Невразливий (персонаж)
Невразливий (Марк Ґрейсон) — супергерой, якого створив письменник Робертом Кіркманом та художник Корі Вокером. Невразливий вперше з'явився в Savage Dragon #102 (серпень 2002), перш ніж перейти до власної одноіменної регулярної серії в 2003 році.
Народився в 1987 році. Невразливий є сином Омні-Мена — позаземного супергероя раси Вільтрумітів. Невразливий успадкував повний набір суперздібностей свого батька та поклявся захищати Землю. У підлітковому віці йому було важко звикнути до своїх нових здібностей і впоратися з реальністю свого походження.
Невразливого озвучує Патрік Кавано у коміксах 2008 року та Стівен Юн у мультсеріалі від Amazon; Єн також озвучує альтернативні всесвітні версії персонажа у другому сезоні 2023 року.

## Біографія персонажа

### Благородні справи
У «Благородних справах» Невразливий є одним із тих, кого підозрюють у тому, що він є батьком дитини Зефіра Нобла, хоча його вважали таким. Пізніше (Невразливий) відвідує вечірку в особняку родини Ноубл та похорон капітана Динамо .

### Невразливий
Марк Ґрейсон є сином Нолана Ґрейсона, чоловіка Вільтруміта та супергероя, відомого як Омні-Мен, і Дебори Ґрейсон, жінки-людини. Після пробудження своїх здібностей Вільтруміта Марк вирішує жити згідно зі спадщиною свого батька і стати супергероєм «Невразливим», але незабаром після цього виявляє, що його батько брехав йому, оскільки він був не інопланетянином, посланим захищати Землю, а завойовником. Незважаючи на благання Нолана приєднатися до нього, Марк відмовляється і присвятив себе захисту Землі від Вільтрумітів. Зрештою Марк дізнається, що він і його батько є законними спадкоємцями імперії Вільтрум, оскільки його дід, лорд Арґалл був колишнім правителем до того, як його вбили. Приєднавшись до реформованого Нолана, Марк згуртовує Вільтрумітів під їхнім керівництвом проти Трагга, кульмінацією чого стала смерть Нолана та Трагга. Після цього Марк залишає Землю і стає правителем Вільтрума, ведучи своїх підданих у нову еру миру у всьому Всесвіті.

## Сила та здібності
Завдяки спадку Вільтруміта Марк Ґрейсон володіє надлюдською силою, швидкістю та витривалістю, а також здатністю літати, але вразливий до потужних звукових атак.

## В інших ЗМІ

### Телебачення
Марк Ґрейсон / Невразливий з'являється в однойменному серіалі від Prime Video, його озвучує Стівен Юн Прем'єра першого сезону відбулася 26 березня 2021 року

### Відео ігри
- Невразливий не розмовляє епізодично в Mortal Kombat 1 через кінцівку Omni-Man.[5]
- Невразливий з'явиться у майбутній мобільній грі «Invincible: Guarding the Globe».[6]